# Могилів-Подільський краєзнавчий музей
Могилі́в-Поді́льський краєзнавчий музей — музей у місті Могилів-Подільський Могилів-Подільського району Вінницької області України.

## Історія
Музей створили 1928 року члени Могилів-Подільського окружного краєзнавчого товариства. Розташований у центральній частині міста, у двоповерховому цегляному будинку в стилі модерн — колишньому будинку купця Гальперіна, побудованому 1905 року (пам'ятка архітектури XX століття).
Після початку Німецько-радянської війни від 23 червня 1941 року почалися повітряні бомбардування міста. 4 липня радянські війська відступили на лівий берег Дністра, 7 липня 1941 року почалися бої за Могилів-Подільський. 19 липня 1941 року його окупували німецько-румунські війська і включили до складу Румунії. Під час окупації музей постраждав, експонати було розграбовано і частково знищено. 19 березня 1944 року місто визволили радянські війська.
Згодом відновлений краєзнавчий музей поновив роботу.

## Фонди
Музейна колекція налічує понад 25 000 предметів.